# Oscar Luigi Scalfaro
Oscar Luigi Scalfaro (9 tháng 9 năm 1918 - 29 tháng 1 năm 2012) là một chính trị gia Ý là Tổng thống thứ chín của Cộng hòa Italia từ năm 1992 đến năm 1999, và sau đó là thượng nghị sĩ về cuộc đời. Trước đây là một thành viên của Dân chủ Kitô giáo, ông thuộc đảng Dân chủ trung tâm.

## Tiểu sử
Scalfaro sinh ra ở Novara, tỉnh Novara vào ngày 9 tháng 9 năm 1918. Ông được nuôi dạy trong bầu không khí tôn giáo. Ông trở thành thành viên của hiệp hội Azione Cattolica (Công giáo) vào năm 12 tuổi và giữ huy hiệu trên ve áo cho đến khi ông qua đời.
Scalfaro học luật tại Đại học Cattolica của Milan và tốt nghiệp vào ngày 30 tháng 7 năm 1941. Ngày 21 tháng 10 năm 1942, ông vào thẩm phán. Năm 1945, sau khi kết thúc Thế chiến II, ông trở thành luật sư công tố và cho đến nay ông là luật sư người Ý cuối cùng đã nhận án tử hình: tháng 7 năm đó, cùng với hai người khác, ông là công tố viên trong Phiên tòa xét xử cựu chiến binh Novara Enrico Vezzalini và servicemen Arturo Missiato, Domenico Ricci, Salvatore Santoro, Giovanni Zeno và Raffaele Infante, bị buộc tội "hợp tác với quân xâm lược Đức". Sau một cuộc tranh luận kéo dài ba ngày, cả sáu người đều bị lên án. Câu này được thực hiện vào ngày 23 tháng 9 năm 1945. Sau đó, ông nhận thêm một án tử hình, nhưng bị cáo đã được tha thứ trước khi cuộc hành quyết có thể diễn ra. Năm 1946 ông được bầu vào Quốc hội Lập hiến và sau đó vào năm 1948 ông trở thành một phó đại diện cho huyện của Turin. Ông được bầu lại lần thứ 10 liên tiếp cho đến năm 1992. Trong bữa tiệc Democrazia Cristiana, ông đã liên kết với cánh hữu của mình.
Vào ngày 25 tháng 5 năm 1992, ông được bầu làm Tổng thống Cộng hoà Ý, sau hai tuần bế tắc về những nỗ lực không thành công để đạt được thỏa thuận. Việc giết hại thẩm phán chống lại Mafia Giovanni Falcone đã thúc đẩy cuộc bầu cử của ông. Nhiệm vụ của ông ta kết thúc vào tháng 5 năm 1999, và ông ta tự động trở thành thành viên của Thượng viện.
Vào ngày 7 tháng 4 năm 1994, Scalfaro đồng nhiệm tại buổi hòa nhạc Giáo hoàng để kỷ niệm Shoah tại Sala Nervi ở thành phố Vatican, cùng với Đức Giáo hoàng Gioan Phaolô II, và Trưởng Rabbi của Rôma Elio Toaff.
Trong thời gian gần đây, Scalfaro là chủ tịch của ủy ban ủng hộ việc bãi nhiệm, trong cuộc trưng cầu dân ý vào ngày 25 và 26 tháng 6 năm 2006, về cải cách hiến pháp đã được thông qua tại quốc hội vào năm trước bởi đa số phần trăm đa số. Cùng với tất cả những người trung tâm-trái (và một vài nhân vật trung tâm-quyền), Scalfaro coi nó là nguy hiểm cho sự thống nhất quốc gia và vì những lý do khác. Những người chống đối cuộc cải cách đã giành chiến thắng trong cuộc trưng cầu dân ý.
Scalfaro là cựu tổng thống còn sống sót của Ý và là thành viên lâu đời thứ hai của Thượng viện sau Rita Levi-Montalcini. Do đó, ông đã đảm nhiệm chức vụ Chủ tịch tạm thời của cuộc bầu cử mới được bầu lên sau cuộc bầu cử tổng thống năm 2006, vì Levi Montalcini đã từ chối vai diễn vì tuổi tác của bà. Điều này làm cho ông trở thành một trong ba chính trị gia trong lịch sử Ý đã chủ trì ba văn phòng có tiếng tăm nhất ở Cộng hòa Italia: Tổng thống Cộng hoà, Chủ tịch Thượng viện và Chủ tịch của Đại hội đồng; Những người khác là Sandro Pertini và Enrico De Nicola.